# Sevillenca

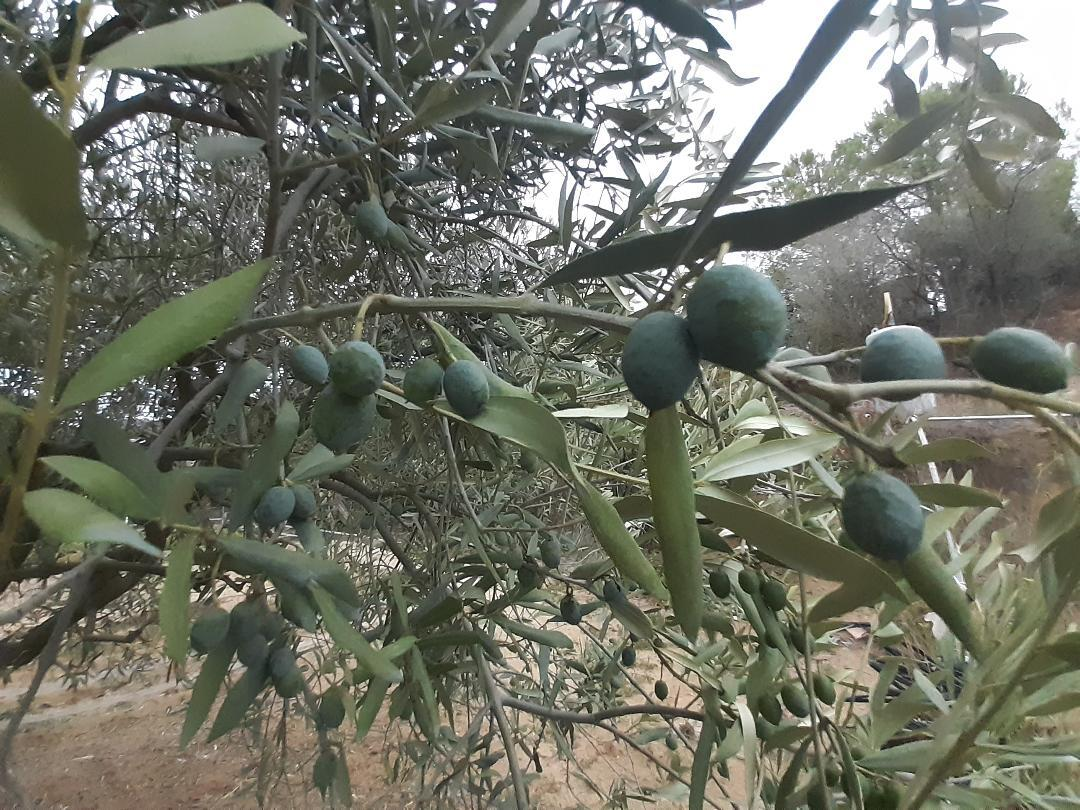
Olives sevillenques en procés de maduració (a dos mesos de la collita). Partida la Sagrera, Sentmenat (Vallès Occidental)

La sevillenca, sevillana, solivenc, serrana, serraneta, mas de Bot o falguera, és una varietat d'olivera que també té el nom confús de farguera. N'hi ha unes 14.000 o 15.000 hectàrees en conreu segons les darreres dades. Aquestes hectàrees es troben esteses per les zones del sud de la província de Tarragona i al nord de la de Castelló. Els arbres antics d'aquesta varietat són retorçats de tronc i tenen la copa plena de branques verticals, cosa que els fa curiosos a la vista, molt apreciats en la decoració i difícils de podar. Se sol associar aquesta varietat d'olivera amb els paisatges de barraques de pedra seca. En l'actualitat, tot i que forma part de la DOP (Denominació d' Origen Protegit) del Baix Ebre i el Montsià i que està catalogada al Registre Espanyol de Varietats en la categoria "vegetals", és un tipus d'olivera en regressió territorial. La seva presència només augmenta a l'Alt Palància, al País Valencià.

## Característiques agronòmiques
La varietat sevillenca és vigorosa i té un creixement potent i ràpid, però és poc rústega, perquè no aguanta gaire bé la secada ni la gelada, que li afecten el creixement i el rendiment. Se sol reproduir per empelts i el seu arrelament és baix. Entra en producció tard i la seva regularitat és baixa. La recol·lecció del fruit de l'olivera sevillenca es qualifica com a mitjana en el temps i els experts recomanen que se'n cullin les olives aviat. El seu fruit és de mida mitjana i té forma el·líptica. Sembla que la seva collita és fàcilment mecanitzable, ja que la vibració del tronc fa caure les olives amb facilitat. És un arbre amb una producció elevada i constant, i no l'afecta el fenomen de la contranyada o alternança en la producció. El destí de l'oliva sevillenca pot ser tant per a consum de taula com per fer oli.

## Característiques de l'oli

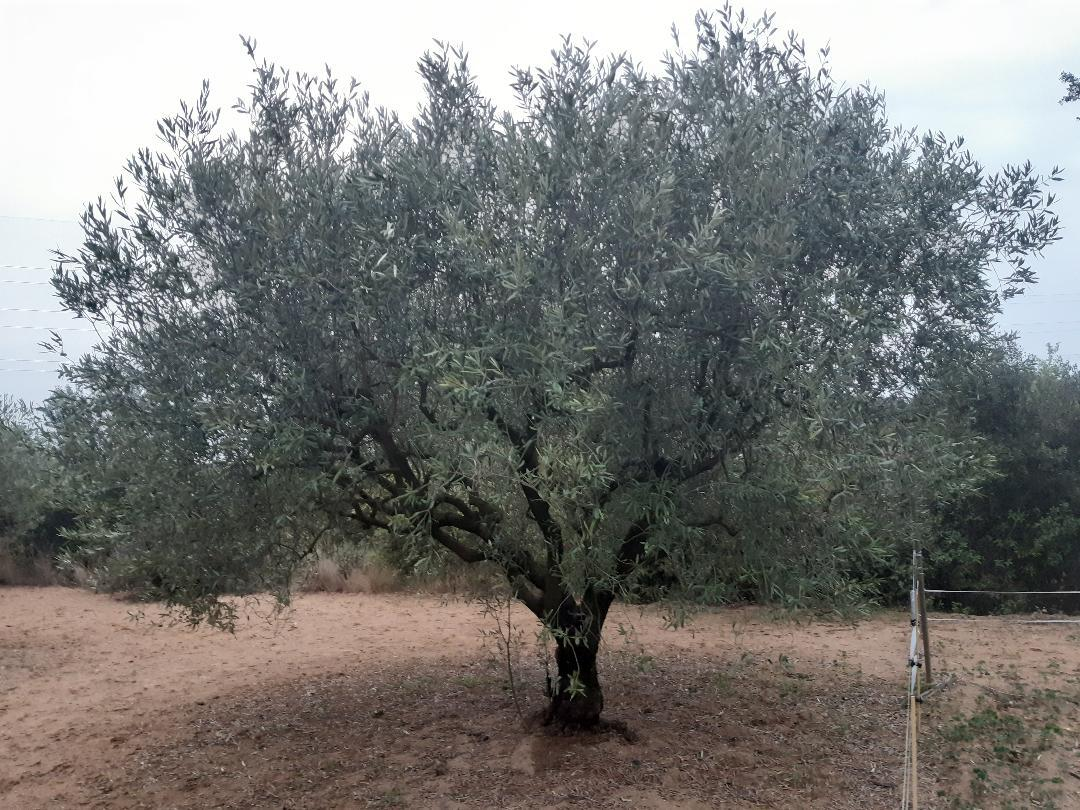
Olivera sevillenca, partida la Sagrera. Sentmenat.

Produeix un oli de qualitat molt bona i àmpliament cotitzat però té una baixa estabilitat, cosa que fa que es torni ranci en menys mesos que d'altres varietats d'olivera. Té bones qualitats gustatives. En boca, recorda l'ametlla, la fusta i el plàtan.